# Зеєн
Зеєн (нід. Zeijen) — село в нідерландській провінції Дренте. Входить до муніципалітету Тінарло.
Його площа становить 11,91 км², а населення станом на 2021 рік складало 735 осіб.
Перша згадка про населений пункт датується 1370 роком.

## Визначні уродженці
- Йос Гойвелд (нар. 1983) — нідерландський футболіст.

## Галерея

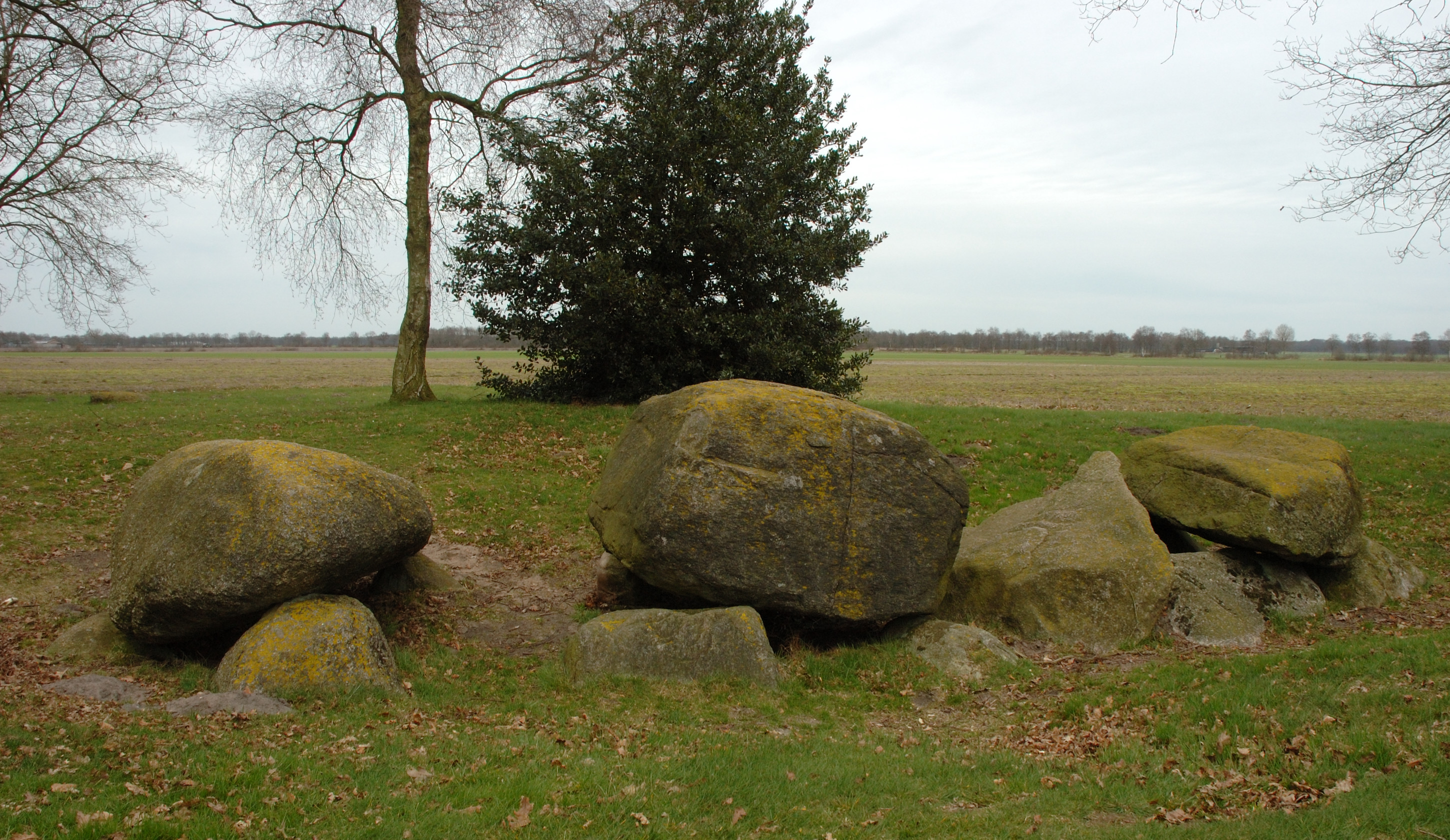
Дольмен біля села